# Loudness (band)
Loudness (ラウドネス) is een Japanse heavy-metalband uit Osaka, geformeerd in 1981 door gitarist Akira Takasaki en drummer Munetaka Higuchi. Ze waren de eerste Japanse heavy-metalband die een contract kreeg in de Verenigde Staten en behaalde tevens de Billboard Top 100 in de jaren 80.
Op de verzamelelpee Time to Rock (1987) staat hun nummer 'In the Mirror' (live from Tokyo).

## Bandleden
Laatst bekende line-up:
- Minoru Niihara (zang)
- Akira Takasaki (gitaar)
- Masayoshi Yamashita (basgitaar)
- Masayuki Suzuki (drums)

Ex-leden:
- Hirotsugu "Hiro" Homma (drums)
- Naoto Shibata (basgitaar)
- Mike Vescera (zang)
- Taiji Sawada (basgitaar)
- Masaki Yamada (zang)
- Munetaka Higuchi (drums)

## Discografie
Studioalbums:
- 1981 - The Birthday Eve
- 1982 - Devil Soldier
- 1983 - The Law Of Devil's Land
- 1984 - Disillusion
- 1985 - Thunder In The East
- 1986 - Shadows Of War
- 1986 - Lightning Strikes
- 1987 - Hurricane Eyes
- 1989 - Soldier Of Fortune
- 1991 - On The Prowl
- 1992 - Loudness
- 1994 - Heavy Metal Hippies
- 1997 - Ghetto Machine
- 1998 - Dragon
- 1999 - Engine
- 2001 - Spiritual Canoe
- 2001 - Pandemonium
- 2002 - Biosphere
- 2004 - Terror Hakuri
- 2004 - Racing
- 2006 - Breaking The Taboo
- 2008 - Metal Mad
- 2010 - King of Pain